# Bezirk Einsiedeln

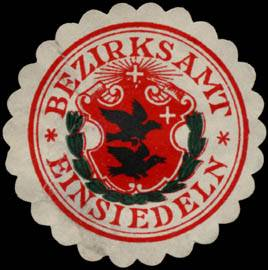
Siegelmarke Bezirksamt Einsiedeln

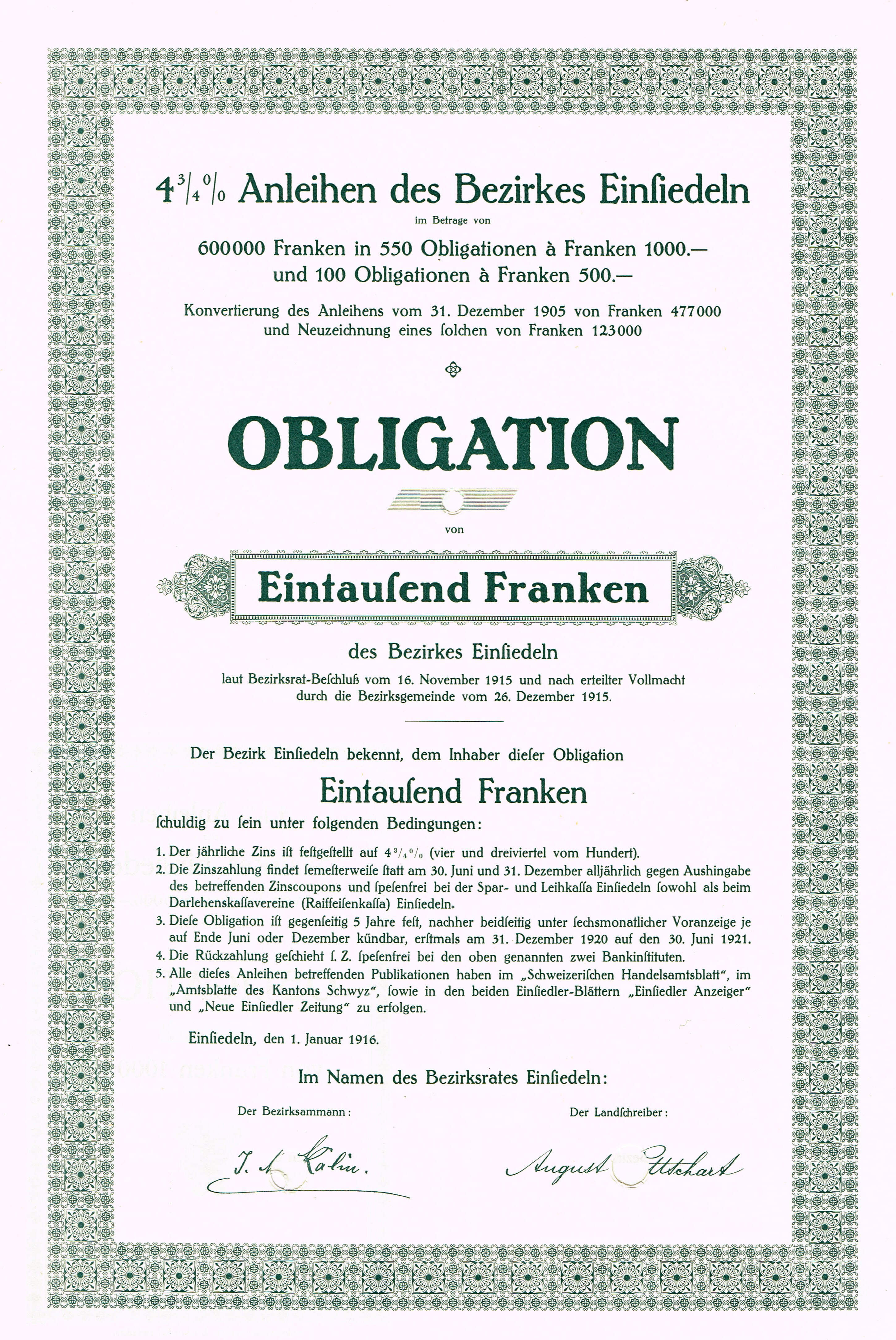
Anleihe über 1000 Franken des Bezirks Einsiedeln vom 1. Januar 1916

Der Bezirk Einsiedeln ist ein Bezirk des Kantons Schwyz in der Schweiz. Wie bei Küssnacht SZ und Gersau bilden politische Gemeinde und Bezirk eine Einheit.
Zur politischen Gemeinde Einsiedeln gehören die gleichnamige Ortschaft und die weiteren sechs Ortschaften («Viertel») Bennau, Egg, Willerzell, Euthal, Gross und Trachslau.

## Politische Gemeinden
| Wappen     | Fahne      | Name der Gemeinde | Einwohner (31. Dezember 2023) | Fläche in km² |
| ---------- | ---------- | ----------------- | ----------------------------- | ------------- |
| Einsiedeln | Einsiedeln | Einsiedeln        | 16'464                        | 98,93         |
| Total      | Total      | Total             | 16'464                        | 98,93         |

Die Landfläche von Einsiedeln beträgt 98,93 km², dazu kommt der Sihlsee mit einer Fläche von 10,81 km². Somit beträgt die Gesamtfläche 109,74 km².

### Ortschaften
| PLZ  | Name der Ortschaft      | Gemeinde   |
| ---- | ----------------------- | ---------- |
| 8836 | Bennau                  | Einsiedeln |
| 8836 | Biberbrugg (Einsiedeln) | Einsiedeln |
| 8847 | Egg SZ                  | Einsiedeln |
| 8840 | Einsiedeln              | Einsiedeln |
| 8844 | Euthal                  | Einsiedeln |
| 8841 | Gross SZ                | Einsiedeln |
| 8840 | Trachslau               | Einsiedeln |
| 8846 | Willerzell              | Einsiedeln |